# Wielka Synagoga w Inowrocławiu
Wielka Synagoga w Inowrocławiu – została zbudowana w XVII wieku. Spłonęła podczas pożaru miasta, w 1775 roku. W latach 1833–1836, synagogę przebudowano na wytwórnię cygar.